# Per Kvist
Per Kvist, pseudonym för Vidar Wexelsen, född den 4 april 1890 i Overhalla i Nord-Trøndelag, död den 23 maj 1947 i Oslo, var en norsk skådespelare och författare, son till biskop Vilhelm Andreas Wexelsen.
Kvist var en munter och kultiverad visdiktare och revysångare som var med om att forma norsk kabaret och revykonst, särskilt genom sitt arbete vid Chat Noir. Hans självbiografiska pojkböcker, Glade gutteår (1925), Stud. midd. Nils (1926), Nils dekksgutt (1927) och Den røde hånds liga (1929), har kommit i flera upplagor på norska.

## Filmografi (urval)
- 1927 – Fjeldeventyret
- 1927 – Sju dagar för Elisabeth
- 1927 – Eleganta svindlare
- 1932 – Fantegutten
- 1933 – Op med hodet!
- 1936 – Vi vil oss et land...